# タシクマラヤ
タシクマラヤはインドネシアのジャワ島の西ジャワ州の都市である。

## 概要
タシクマラヤはイスラム学校が多い事から「千のプサントレン」と称される。プサントレンはインドネシアの寄宿制イスラム学校を表す。 州都バンドンから南東に120 km離れており、国道3号線が通っている。山の多いプレアンゲル地方に位置し、標高は351mである。人口は2015年時点で71万9528人である。 タシクマラヤ市全域及びタシクマラヤ県とシアミス県の一部から成るタシクマラヤ都市圏の人口は、2010年時点で133万9,891人である。

## 1996年暴動
1996年12月、タシクマラヤで大規模な暴動が起きた。警察の無慈悲な主張を引き金に、4人が死亡し、教会や主に中国資本の会社が破壊された。市庁舎も破壊されたと伝わっている。 1990年代後半にはジャワ島各地で宗教や階級で団結した暴動が多く起きたが、これはその最初だった。

## 自然災害
1982年4月5日、24km離れたガルングン山が噴火し、ラハール(火砕物重力流)や火山灰によって避難を強いられた。
2009年9月2日、M7の地震が発生し、多くの建物や市民が犠牲になった。
2010年6月26日、M6.3の地震が発生した。死者や建物の倒壊は無かった。
2012年5月20日、M5の地震が発生した。死者や建物の倒壊は無かった。

## 有料道路
2018年、タシクマラヤとバンドン環状2号線を結ぶ有料道路が建設される予定である。

## ウィリアディナタ空港
シベウレウムのウィリアディナタ空港は現在軍用だが、軍民共用に移行する手続きが進んでいる。2015年3月までに許可が下りる予定である。1200mの滑走路は95人乗りのEADS CASA C-295に対応出来る。

## ゆかりの人物
- ロマ・イラマ - 歌手

## 画像

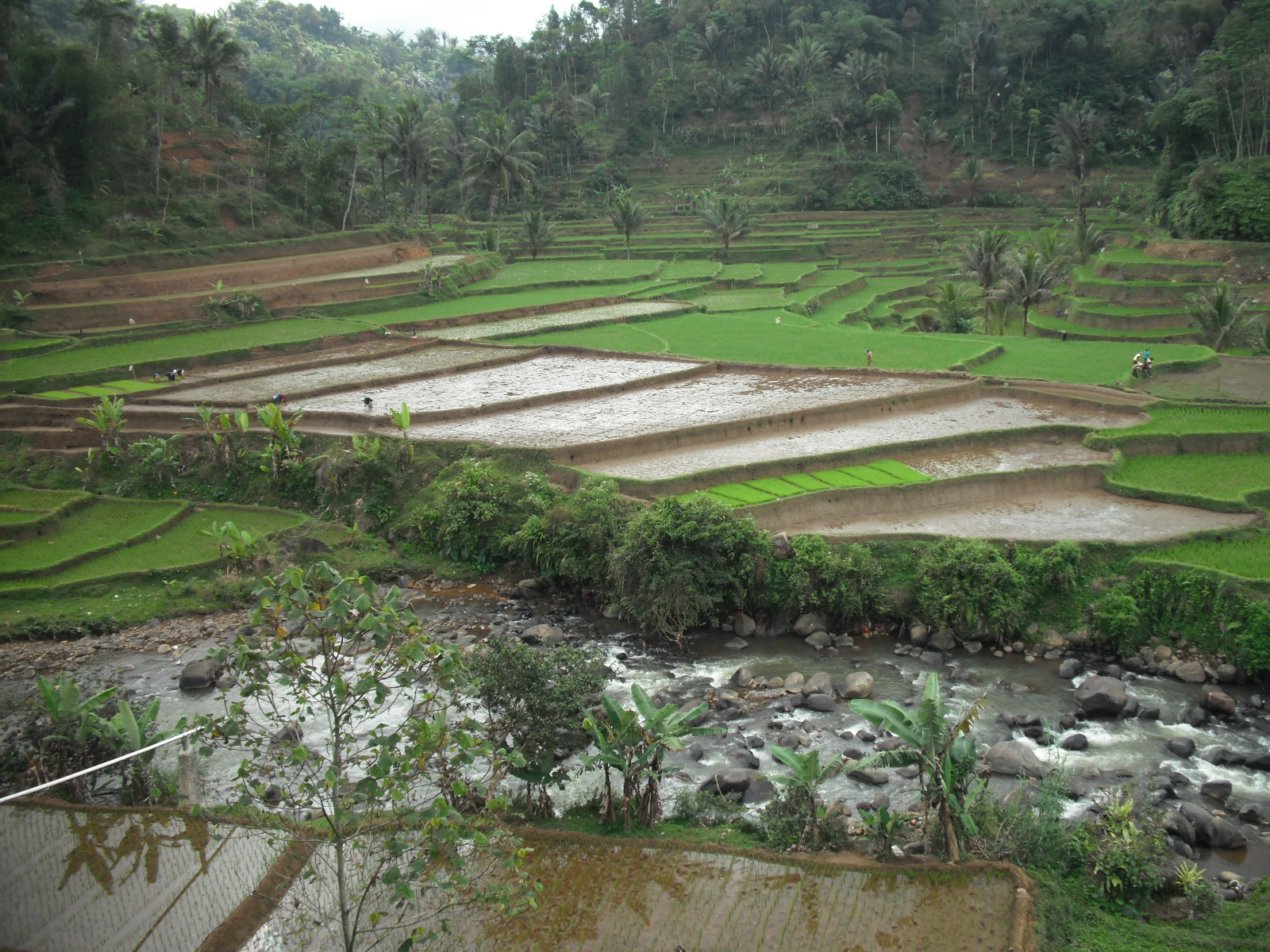
田園
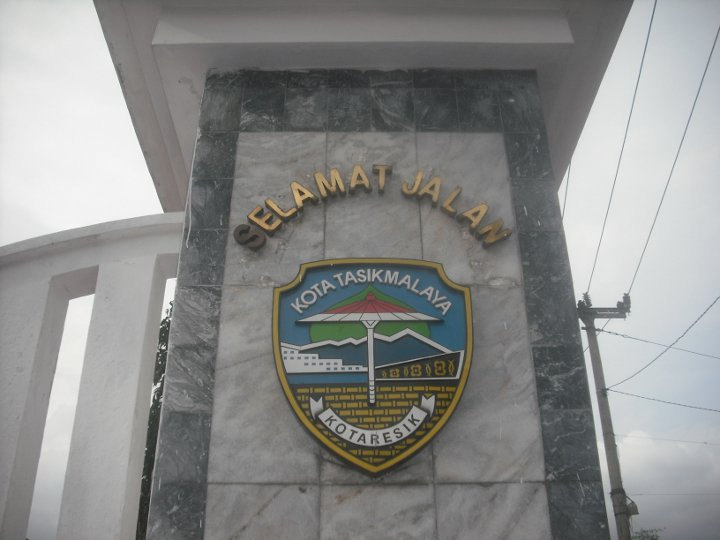
市の紋章の碑
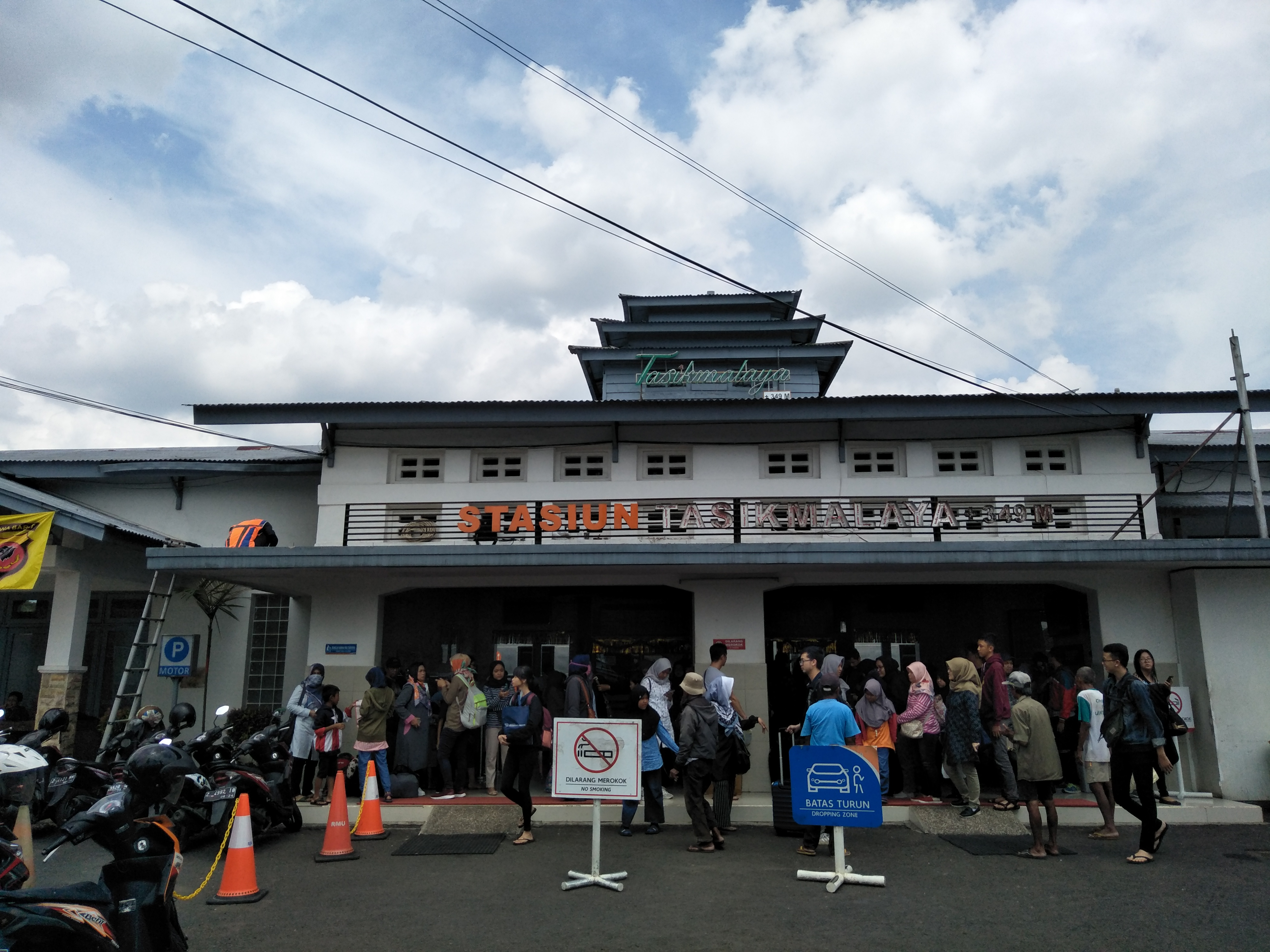
タシクマラヤ駅
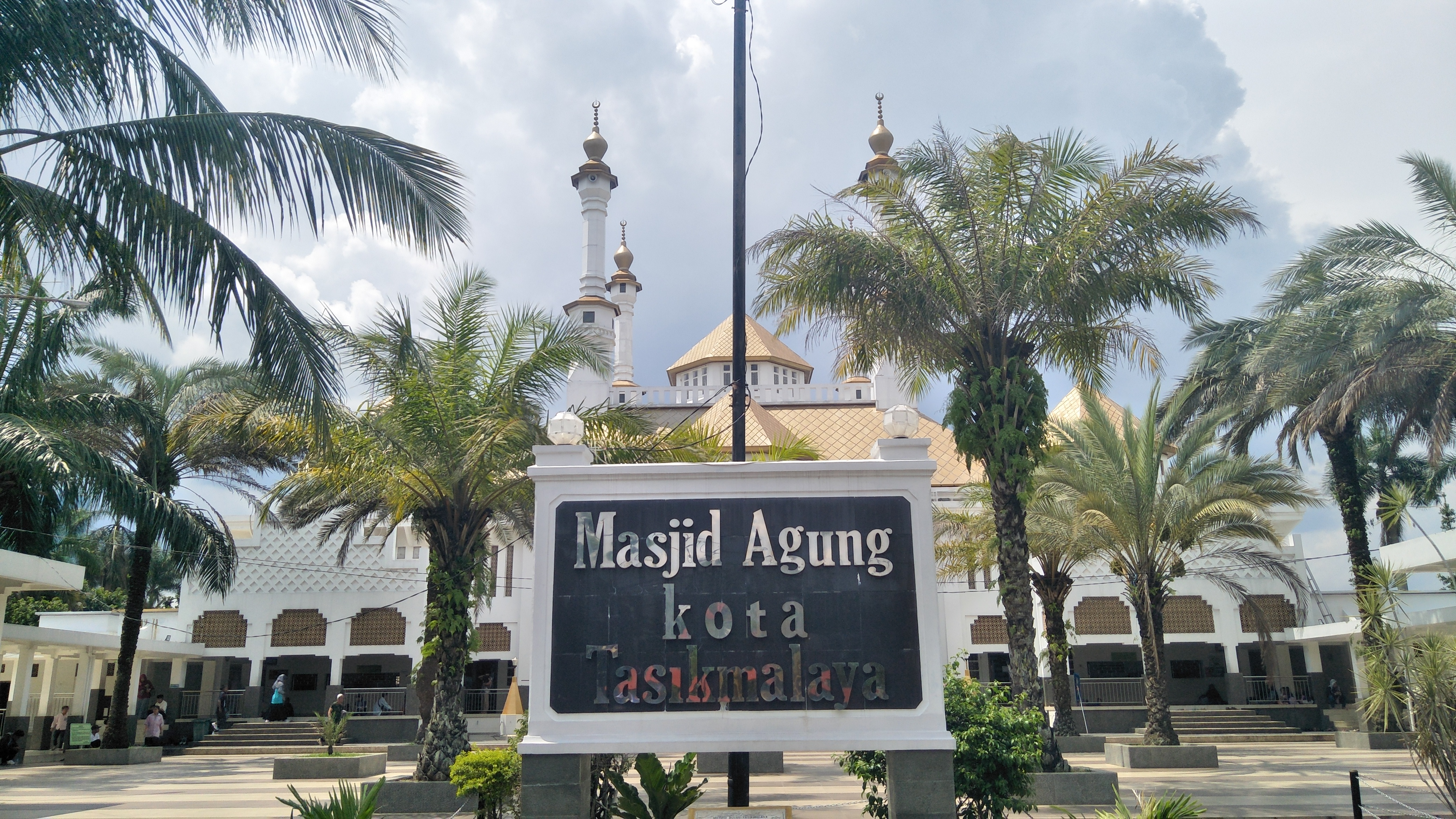
タシクマラヤ市大モスク
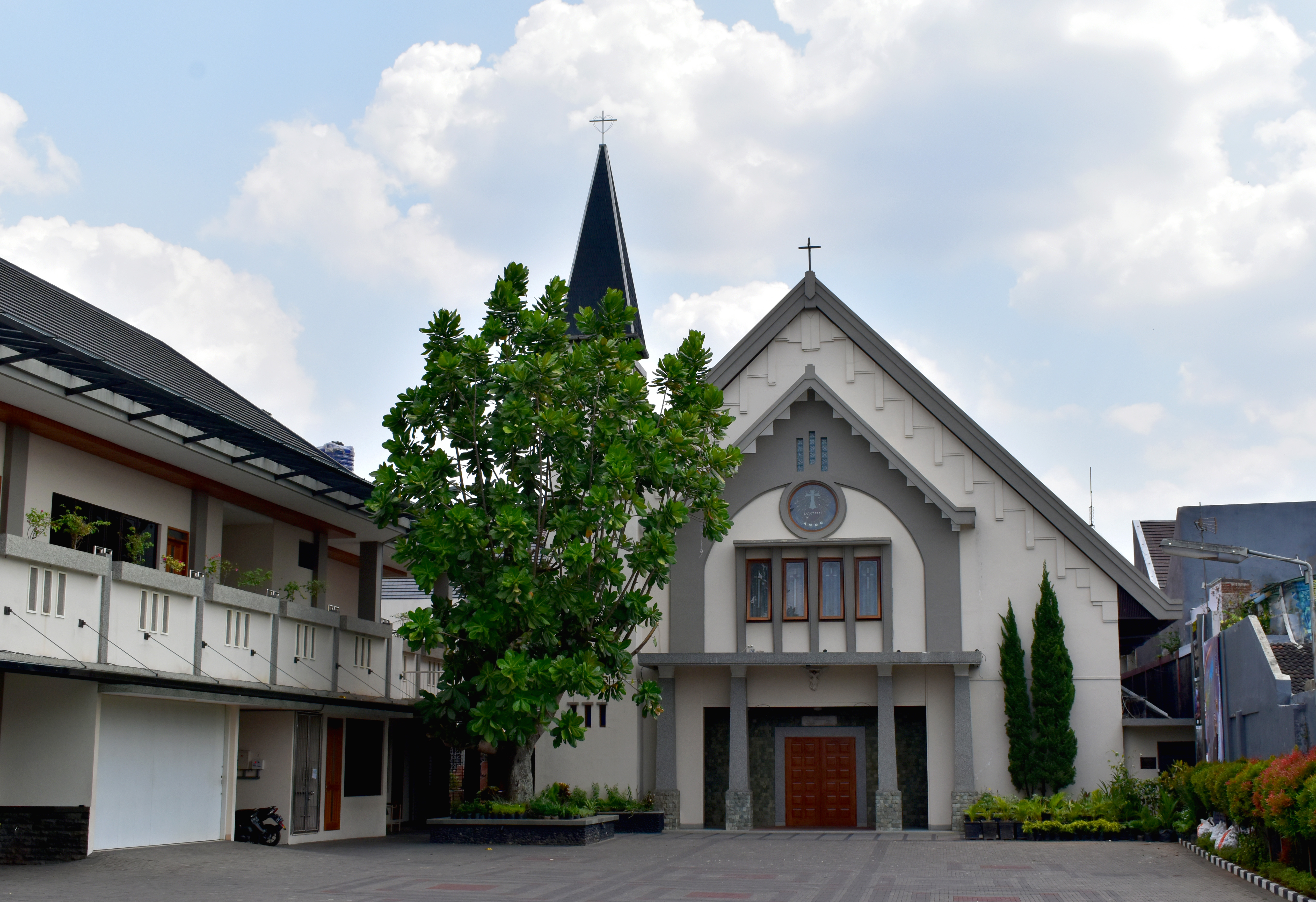
タシクマラヤイエスの聖心教区

## 参考資料
1. ↑  "City of contrasts". 2004. The Straits Times February 27.
2. ↑  http://www.radartasikmalaya.com/berita/baca/4386/persyaratan-pendaftaran-calon-di-pilkada-2017.html
3. ↑  http://www.citypopulation.de/php/indonesia-jawa-admin.php
4. ↑  Collins, Elizabeth Fuller (2002). Indonesia: a violent culture? Asian Survey 42(4):582-605.
5. ↑  Bird, Judith (1998). Indonesia in 1997: The tinderbox year. Asian Survey 38(2):168-176
6. ↑  http://news.bbc.co.uk/2/hi/in_depth/8233344.stm
7. ↑  “アーカイブされたコピー”. 2012年5月24日時点のオリジナルよりアーカイブ。2012年5月21日閲覧。
8. ↑  http://news.detik.com/read/2012/05/20/195334/1920328/10/gempa-5-sr-guncang-tasikmalaya?9911012
9. ↑  Connected with Bandung Ring Road 2
10. ↑  “Seminggu Lagi Tasikmalaya Miliki Lanud Komersial” (2015年3月6日). 2016年4月20日閲覧。

Template:West Java